# Claudio Echeverri
Claudio Jeremías Echeverri (Resistencia, 2 gennaio 2006) è un calciatore argentino, centrocampista del Bayer Leverkusen, in prestito dal Manchester City, e della nazionale Under-20 argentina, di cui è capitano.

## Caratteristiche tecniche
Soprannominato El Diablito, Echeverri può indifferentemente giocare sia come trequartista che come esterno,  dotato di eccellente controllo palla e abilità nel dribbling, grazie a un primo tocco eccezionale. Agile e veloce, la sua principale caratteristica è quella di saltare l'uomo, grazie alla quale riesce sempre a creare superiorità numerica, tatticamente è intelligente e riesce sempre a trovare il compagno meglio piazzato, risulta un ottimo passatore in fase realizzativa invece non è sempre molto continuo nonostante ottime abilità nel tiro dalla distanza, soprattutto a giro.
Nell'ottobre 2023, è stato inserito nella lista "Next Generation" dei sessanta migliori talenti al mondo nati nel 2006, redatta dal quotidiano inglese The Guardian.

## Carriera

### Club
Echeverri ha iniziato la propria carriera nel Deportivo Luján. Nel 2016 ha effettuato un provino con il River Plate, che lo ha tesserato l'anno successivo. Nel dicembre 2022 ha firmato il suo primo contratto professionistico con il club biancorosso ed il 23 giugno 2023 ha debuttato ufficialmente in occasione dell'incontro di Primera División contro l'Instituto (C).
Il 25 gennaio 2024 viene acquistato dal Manchester City, con cui firma un accordo fino al 30 giugno 2028, e contestualmente lo lascia in prestito ai Millionarios sino al 31 dicembre 2024. Esordisce con i Citizens il 25 maggio 2025, rilevando  Erling Haaland nei minuti finali della partita dell'ultima giornata della Premier League vinta per 2-0 in casa del Fulham. Disputa il mondiale per Club, segnando il suo primo gol con la squadra di Pep Guardiola il 22 giugno nel successo per 6-0 contro gli emiratini dell'Al-Ain. 

### Nazionale
Nel 2023 ha partecipato al Campionato sudamericano di calcio Under-17 con l'Argentina risultandone capocannoniere a parimerito con Rayan e Kauã Elias con 5 reti. Il 24 novembre 2023 realizza una tripletta nel corso dei quarti di finale del campionato mondiale U17 vinti contro il Brasile.

## Statistiche

### Presenze e reti nei club
Statistiche aggiornate al 15 dicembre 2024.
| Stagione           | Squadra            | Campionato         | Campionato | Campionato | Coppe nazionali | Coppe nazionali | Coppe nazionali | Coppe continentali | Coppe continentali | Coppe continentali | Altre coppe | Altre coppe | Altre coppe | Totale | Totale |
| Stagione           | Squadra            | Comp               | Pres       | Reti       | Comp            | Pres            | Reti            | Comp               | Pres               | Reti               | Comp        | Pres        | Reti        | Pres   | Reti   |
| ------------------ | ------------------ | ------------------ | ---------- | ---------- | --------------- | --------------- | --------------- | ------------------ | ------------------ | ------------------ | ----------- | ----------- | ----------- | ------ | ------ |
| 2023               | River Plate        | PD                 | 4          | 0          | CA+CdL          | 0+1             | 0               | CL                 | 0                  | 0                  | TC          | 1           | 0           | 6      | 0      |
| 2024               | River Plate        | PD                 | 20         | 2          | CA+CdL          | 1+10            | 0+1             | CL                 | 10                 | 1                  | SA          | 1           | 0           | 42     | 4      |
| Totale River Plate | Totale River Plate | Totale River Plate | 24         | 2          |                 | 12              | 1               |                    | 10                 | 1                  |             | 2           | 0           | 48     | 4      |
| gen.-giu. 2025     | Manchester City    | PL                 | 1          | 0          | FACup+CdL       | 1+-             | 0+-             | UCL                | -                  | -                  | CS+Cmc      | -+1         | 1           | 3      | 1      |
| Totale carriera    | Totale carriera    | Totale carriera    | 25         | 2          |                 | 13              | 1               |                    | 10                 | 1                  |             | 3           | 1           | 51     | 5      |

## Palmarès

### Club

#### Competizioni nazionali
- Trofeo de Campeones de la Liga Profesional: 1

River Plate: 2023

### Individuale
- Capocannoniere del Sudamericano Under-17

2023 (5 reti)